# Kassius Robertson
Kassius Robertson (nacido el 20 de abril de 1994 en Toronto, Ontario) es un jugador de baloncesto canadidense que actualmente juega para el Joventut Badalona de la Liga Endesa. Con 1,91 metros de altura, juega en la posición de escolta.

## Trayectoria deportiva
Jugó tres temporadas en los Canisius Golden Griffins y una temporada en Missouri Tigers,  tras no ser elegido en el Draft de la NBA de 2018, se unió a los Atlanta Hawks para disputar la NBA Summer League, debutó como profesional en el Medi Bayreuth de la Basketball Bundesliga.
En la temporada 2019-20 firma por Fortitudo Bologna para jugar la Lega Basket Serie A, en la que promedia 14.1 puntos, 2.8 rebotes y 1.6 asistencias, con un 42% de acierto desde el triple.
El 18 de julio de 2020, Kassius firma con el Monbus Obradoiro de la Liga Endesa.
El 15 de agosto de 2022, firma por el Pallacanestro Reggiana de la Lega Basket Serie A. El 25 de noviembre de 2022, finalizaría de mutuo acuerdo su contrato con el conjunto italiano.
El 27 de noviembre de 2022, regresa al Monbus Obradoiro de la Liga Endesa, hasta el final de la temporada.
El 16 de julio de 2023, firma por el Valencia Basket de la Liga Endesa por dos temporadas.El canadiense solo completaría una temporada con el conjunto taronja, ya que el 6 de junio acordarían mutuamente la rescisión de su contrato.
El 26 de junio de 2024 se haría oficial su llegada al Joventut Badalona de la Liga Endesa con un contrato por 2 temporadas. En su debut como verdinegro acabó siendo elegido jugador de la jornada ACB, tras conseguir 25 puntos y 28 de valoración en la victoria ante UCAM Murcia.